# Bất hành nhi hành
Bất hành nhi hành (zh. 不行而行, ja. fugyō-ni-gyō) là "Không làm mà làm", một câu nói thường được dùng trong Thiền tông để chỉ những hành động không có tác ý, không để lại dấu vết gì trong tâm của người làm. Điều này có nét tương đồng với "vô vi nhi vô bất vi" (zh. 無為而無不為) được viết trong Đạo đức kinh, với ý nghĩa là không làm nhưng không gì không làm, nghĩa là làm tất cả mọi việc mà trong tâm không lưu lại bất cứ dấu vết nào của động cơ và kết quả của việc làm: người làm không làm vì mình, không làm cho mình (không làm vì tôi - bản ngã, không làm cho tôi - bản ngã), mà do nhu cầu, đòi hỏi tự nhiên của công việc, xuất phát từ tình yêu vô điều kiện đối với tha nhân và vạn vật.
Đây là một nguyên tắc của Vô vi, không có nghĩa không làm gì, nhưng để sự việc phát sinh một cách tự nhiên trong sự hòa hợp với Đạo, và vì vậy cần thực hiện những gì cần thiết, nhưng không vượt quá nhiệt tình và hành động mù quáng, được coi là một trở ngại, mà là dễ dàng, nhẹ nhàng và thoải mái. Nó là một trạng thái của sự im lặng nội tâm, vào đúng thời điểm, hành động đúng có thể xuất hiện mà không cần nỗ lực của ý chí.
Bất hành nhi hành là một cách làm không có sự tính toán trước - ta có thể dùng từ "tuỳ cơ ứng biến" - song lúc nào cũng phù hợp với thời điểm, lúc nào cũng đúng. Một yếu tố cần thiết để đạt được trình độ này chính là sự phát triển định lực; tuy nhiên, chỉ với định lực thôi cũng không đủ để đạt đến trình độ "Bất hành nhi hành". Mà Hành giả cần phải giữ tâm trạng không vướng mắc vào những kết quả của những hành động của mình, nói một cách khác: không tự biết mình làm, không tự biết rằng có "ta" thực hiện và có "một việc" được hoàn tất. Không có kinh nghiệm Kiến tính thì không ai có thể thực hiện những điều kiện trên. Kiến tính, nếu được phép nói ra, chính là trải nghiệm "tất cả là một" theo đúng nghĩa đen của từ này; tuy nhiên, ý thức không thể hiểu và chấp nhận được chân lý này.
Tuy nhiên, trạng thái bất hành nhi hành nêu trên không phải là một cái gì riêng tư, một phát minh của Thiền tông. Các hiền triết của đạo Lão như Lão Tử, Trang Tử và Liệt Tử cũng đã đề cao tâm trạng này và gọi nó là "Vô vi" nghĩa là "không làm". Từ "Vô vi" này đã gây không ít sự hiểu lầm cho các nhà triết học phương Tây và vì vậy cũng có lúc họ kết luận sai lầm rằng các hiền triết phương Đông chỉ chuộng cái tĩnh tịnh, sự im lặng mà bỏ quên cái động, một mặt tất yếu khác của sự thật.
Vào thế kỷ 16, tại Trung Quốc, một người tên là La Thanh (sau này còn được gọi là La tổ) kết hợp vũ trụ quan Không Vô của Phật giáo và tư tưởng vô vi của Đạo giáo lập ra một tông phái được gọi là La giáo, sau này đổi thành "Vô vi giáo" và "Đại thừa giáo" và rất có ảnh hưởng tại miền Nam Trung Quốc thời đó.